# Catocala engelhardti
Catocala engelhardti là một loài bướm đêm trong họ Erebidae.